# Sammy Davis, Jr.

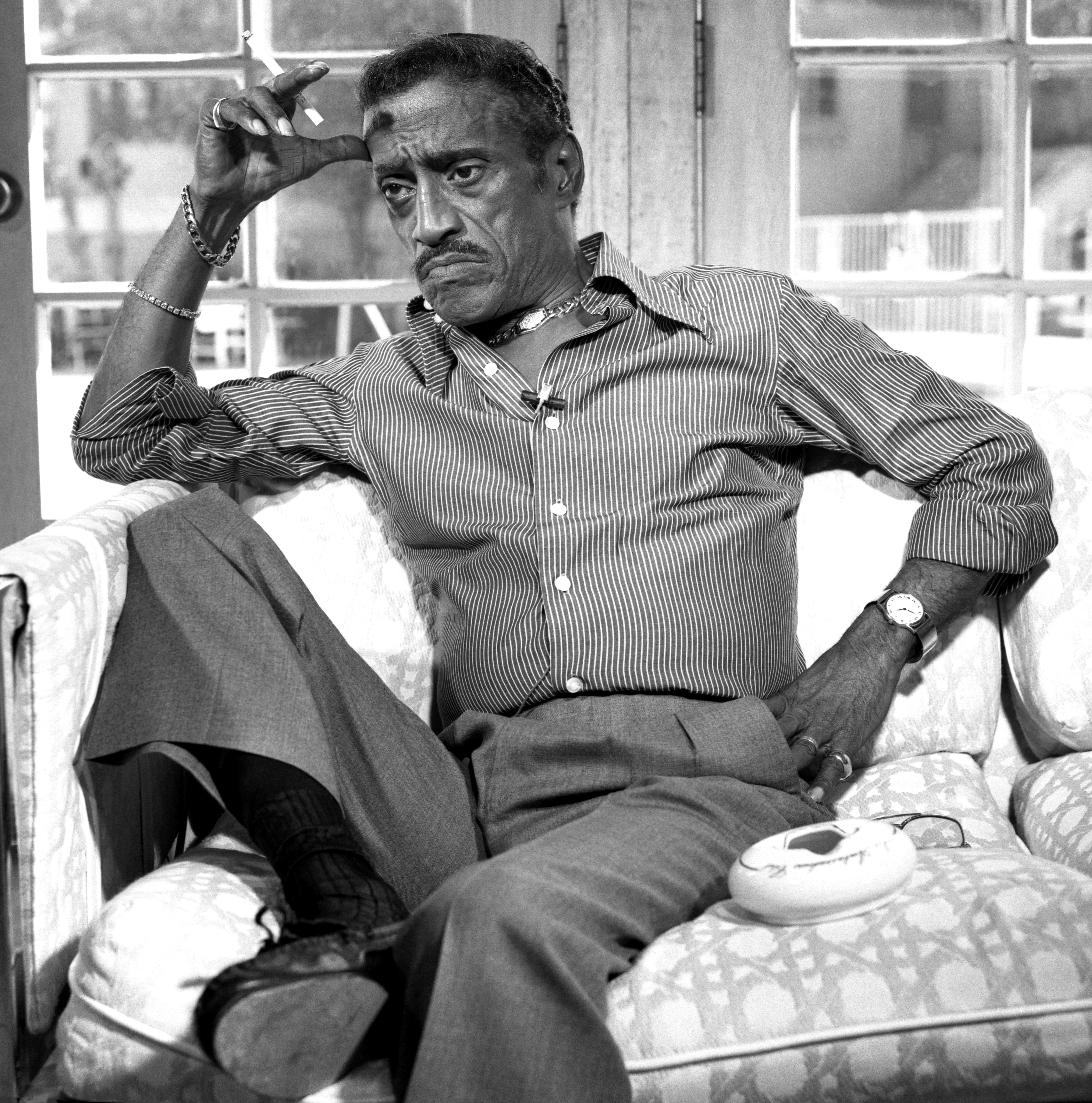
Sammy Davis in seinem Haus in Beverly Hills, Foto von Allan Warren (1986)

Samuel George „Sammy“ Davis, Jr. (* 8. Dezember 1925 in Harlem, New York; † 16. Mai 1990 in Beverly Hills, Kalifornien) war ein US-amerikanischer Unterhaltungskünstler. Mit seinem vielseitigen Talent, Lieder mit der ihm eigenen Leichtigkeit und Eleganz zu singen, zu tanzen und darstellerisch zu veranschaulichen, avancierte er zu dem US-amerikanischen Allround-Entertainer. Als Schauspieler und Tänzer trat er auch in Musicals und Filmen sowie zahlreichen Bühnenshows auf. Sammy Davis, Jr. wurde während seiner Karriere oft „The World’s Greatest Living Entertainer“ genannt. Als Mitglied des Rat Pack war er einer der ersten afroamerikanischen Künstler, die in der weißen wie in der schwarzen Bevölkerung gleichermaßen Beachtung fanden.

## Leben
Schon mit drei Jahren betrat der Sohn des Vaudeville-Künstlers Sammy Davis, Sr. das erste Mal die Bühne, und mit sieben Jahren hatte er seine erste Filmrolle in dem Kurzfilm Rufus Jones for President. Als er zwei Jahre alt war, trennten sich seine Eltern – seine Mutter war eine puerto-ricanische Tänzerin – und Davis wurde von seinem Vater allein aufgezogen. So wurde er im „schwarzen“ Showgeschäft Ende der 1920er Jahre zum Partner seines Vaters. Er erlernte den Stepptanz und das Singen bereits im Kindesalter.
Im Sommer 1989 erkrankte Davis an Kehlkopfkrebs; im September 1989 hatte er seine letzten Gesangsauftritte und unterzog sich anschließend einer Strahlentherapie, die ihn seine Stimme kostete. Von Krankheit gezeichnet, stand er im November 1989 in Los Angeles anlässlich einer Gala zu seinem 60-jährigen Bühnenjubiläum für eine kurze Tanzeinlage noch einmal auf der Bühne.
Sammy Davis erlag am 16. Mai 1990 zu Hause in Beverly Hills seiner Krankheit und wurde auf dem Forest Lawn Memorial Park an der Seite seines Vaters in Glendale (Kalifornien) beigesetzt.
Ein Produzententeam um den US-Sänger Lionel Richie und den Filmproduzenten Lorenzo di Bonaventura wurde sich 2017 mit den Erben einig, die Lebensgeschichte des Stars zu verfilmen, berichtete das Kinoportal Deadline.com. Vorlage für den Film sollen die bereits 1965 erschienenen Memoiren Yes, I Can sein.

## Karriere

### Anfang in den 1940er Jahren
1941 lernte er den damaligen Tommy-Dorsey-Sänger Frank Sinatra kennen; es war der Beginn einer lebenslangen Freundschaft. Für Davis’ Karriere leistete Sinatra einen maßgeblichen Beitrag, indem er zum Beispiel dafür sorgte, dass Davis trotz des damals herrschenden Rassismus in Las Vegas auftreten durfte. So konnte der schwarze Entertainer sich schnell landesweit einen Namen als eines der größten Multitalente des US-Showbusiness machen.

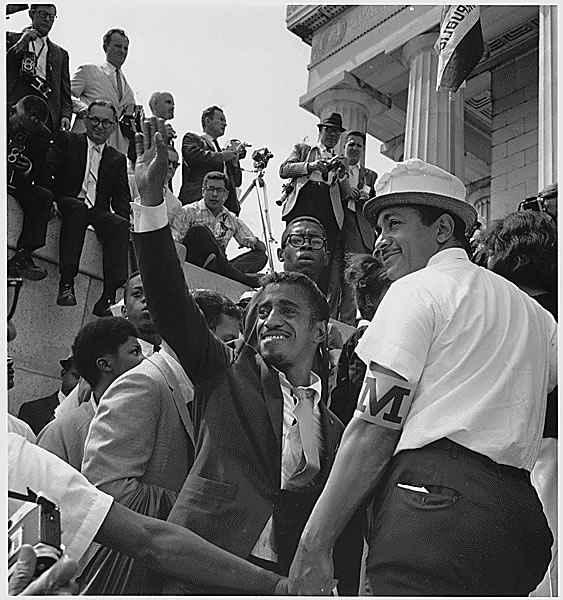
Sammy Davis (untere Mitte, den Arm erhebend) beim Civil-Rights-Marsch 1963

Neben dem Tanzen und Singen beherrschte er zahlreiche Instrumente. Außerdem war er ein hervorragender Stimmenimitator. Legendär ist ein Auftritt, bei dem er die Songs Rock-A-Bye Your Baby und One For My Baby mit den Stimmen und im Stil verschiedener Künstler wie Nat King Cole, Billy Eckstine, Tony Bennett, Humphrey Bogart, James Cagney, James Stewart, Cary Grant, Jerry Lewis, Frankie Laine, Marlon Brando, Louis Armstrong, Frank Sinatra oder seines Freundes Dean Martin interpretierte.
1943 ging Davis zur US Army, bei der er ständig mit Rassismus konfrontiert war. Zurück im Zivilleben, arbeitete er weiter im Showbusiness. Er trat mit dem Will Mastin Trio (feat. Sammy Davis, Jr.) auf, das Sinatra Ende der 1940er Jahre als Vorgruppe für seine Auftritte im Capitol-Theater in New York engagiert hatte. Etwa zur selben Zeit entstanden seine ersten Studioaufnahmen für das Label Capitol.

### Unfall und Religion
1954 veröffentlichte er bei Decca Records sein erstes Album, Starring Sammy Davis Jr. Im selben Jahr verlor er bei einem Autounfall sein linkes Auge; Anfang 1955 konnte er auf die Bühne zurückkehren. Dass er den Autounfall überlebt hatte, nahm er zum Anlass – beeinflusst von seinem Freund Eddie Cantor, der ihm am Krankenbett von den Gemeinsamkeiten zwischen der Kultur der Schwarzen und der jüdischen Kultur berichtet hatte –, zum Reformjudentum überzutreten. Er benutzte diesen Umstand bei späteren Auftritten häufig selbst für Gags – er sei „der einzige schwarze einäugige jüdische Entertainer der Welt“.
1958 führte er seine Filmkarriere mit Anna Lacusta fort. Künstlerisch höher einzuschätzen ist allerdings die Verfilmung der Gershwin-Oper Porgy und Bess 1959, bei der er die Rolle des Sportin’ Life übernahm und damit seinen schauspielerischen Durchbruch hatte.

### Rat Pack
Ende der 1950er Jahre wurde er zudem Mitglied des Rat Pack, einer losen Gruppe um Frank Sinatra, zu der Dean Martin, Peter Lawford und Joey Bishop gehörten, die als The Summit bis Mitte der 1960er Jahre regelmäßig zusammen auftraten, vor allem im Sands Hotel & Casino in Las Vegas. 1960 drehte das Rat Pack Ocean’s Eleven, den ersten einer Serie von Rat-Pack-Filmen. 1962 folgte mit Die siegreichen Drei der zweite Rat-Pack-Film; 1964 schließlich entstand Sieben gegen Chicago.

### Spätere Karriere

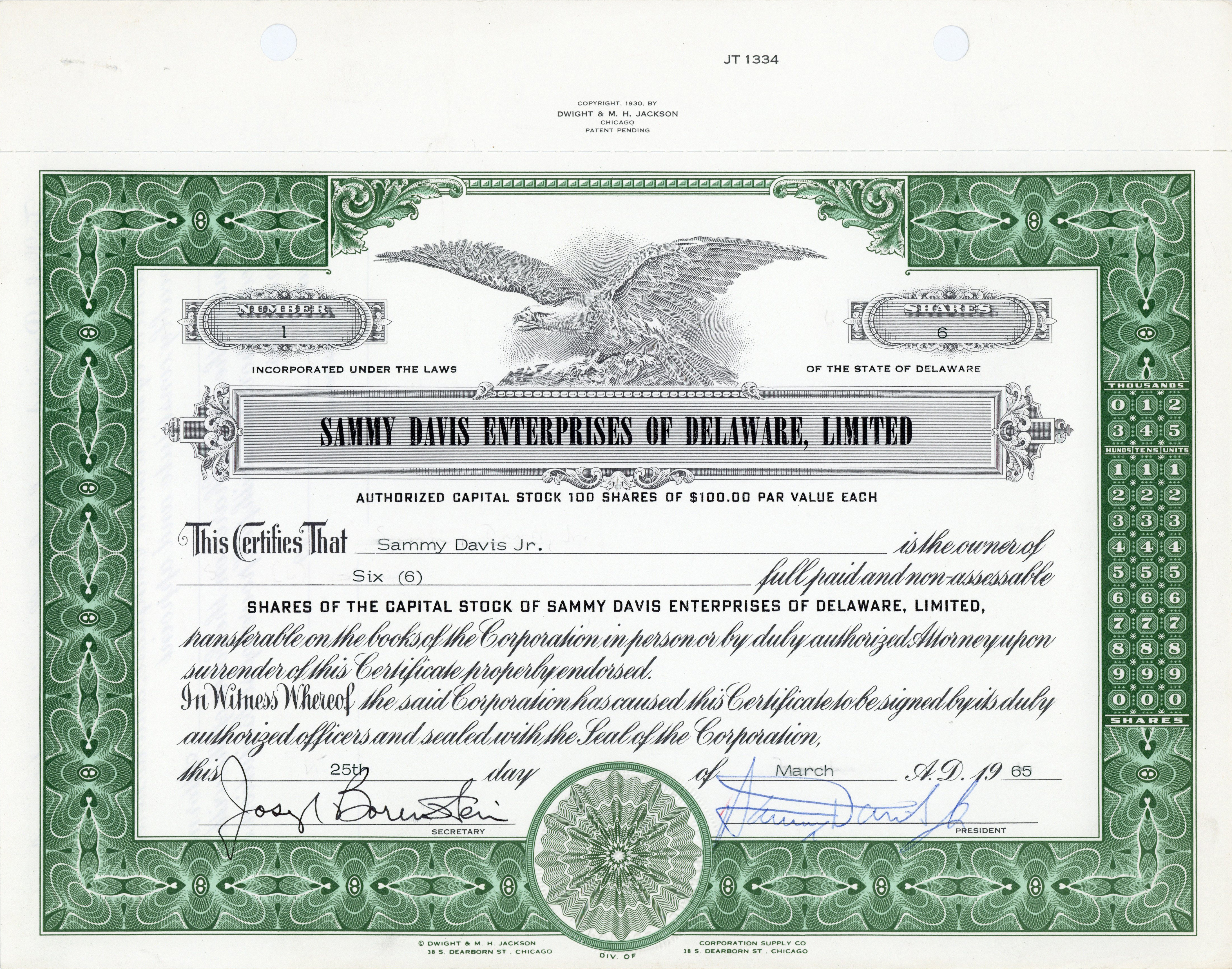
Gründeraktie Nr. 1 der Sammy Davis Enterprises of Delaware, Ltd. über 6 Anteile zu je 100 $, ausgegeben am 25. März 1965, eingetragen auf Sammy Davis Jr. und mit seiner eigenhändigen Unterschrift als Präsident. Das Aktienkapital seiner Produktionsfirma bestand aus 10.000 $.

In den 1960er und 1970er Jahren konzentrierte sich seine Arbeit vor allem auf Galaauftritte in Las Vegas. Herausragend war sein Auftritt in Bob Fosses Musicalverfilmung von Sweet Charity mit Shirley MacLaine. 1972 hatte er einen Nummer-1-Hit in den USA mit dem Song Candy Man. Er hatte einen Kurzauftritt in der Dokumentation Elvis – That’s the Way It Is über Elvis Presleys Comeback-Shows in Las Vegas.

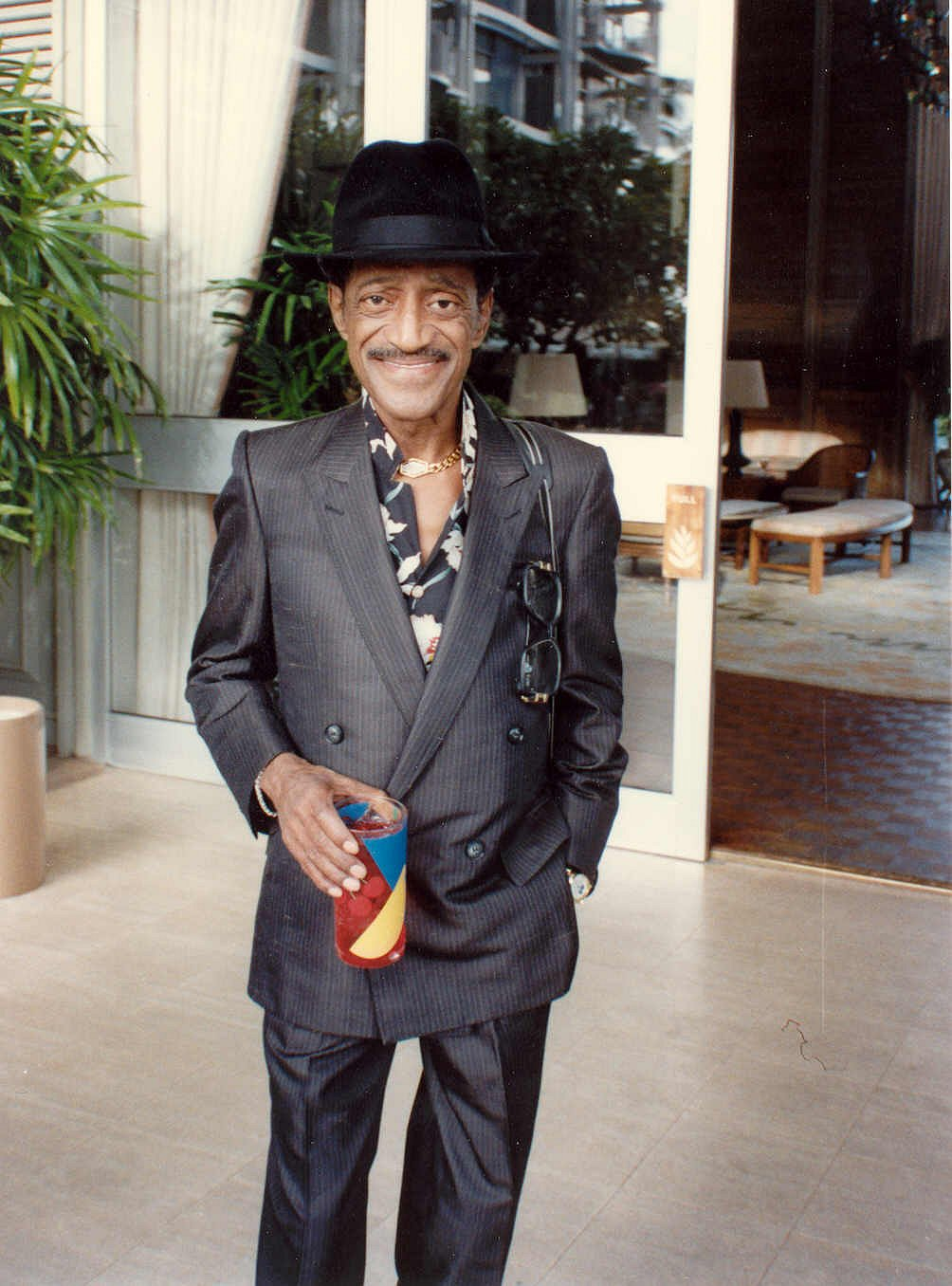
Sammy Davis, Foto von Alan Light (1989)

Im März 1988 versuchte er mit seinen Freunden Frank Sinatra und Dean Martin, die alten Rat-Pack-Konzerte wieder aufleben zu lassen; die gemeinsame Tournee Together Again endete jedoch bereits nach einer Woche, da Martin krankheitsbedingt ausschied. Im selben Jahr drehte Davis mit Gregory Hines seinen letzten großen Filmauftritt für den Tanzfilm Tap Dance (1989), in dem er abermals seine Tanzbegabung zeigen konnte.
Von September 1988 bis Mai 1989 ging er mit Sinatra und Liza Minnelli auf eine achtmonatige Welttournee, Frank, Liza & Sammy: The Ultimate Event, die ihn außer durch die USA nach Japan, Australien und Europa führte, letztmals auch nach Deutschland, wo er 1985 mit einem Galakonzert die Spielbank Hohensyburg eröffnet hatte.

## Privates

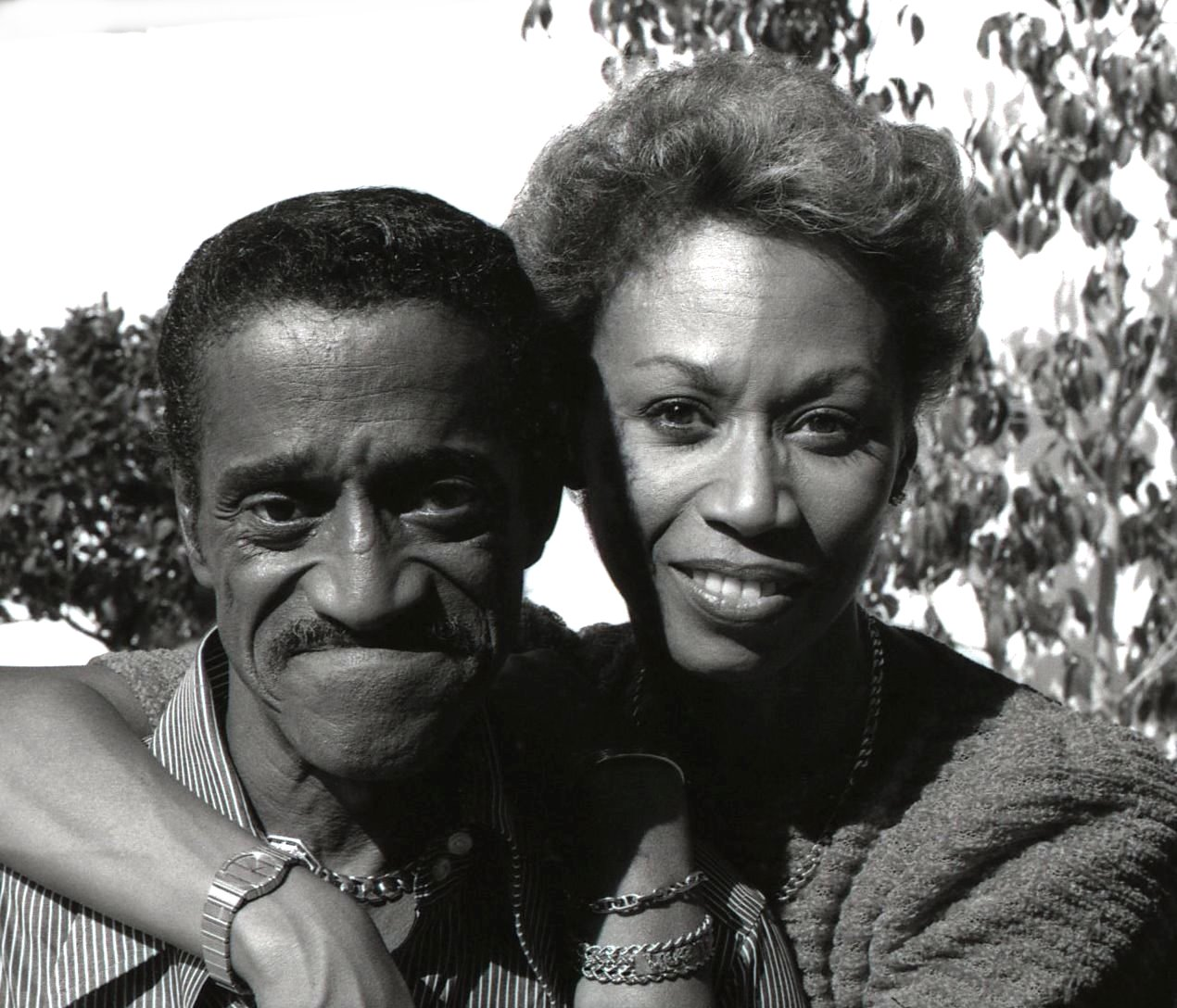
Sammy Davis und seine Frau Altovise vor ihrem Haus in Beverly Hills, Foto von Allan Warren (1986)

Davis war dreimal verheiratet. 1958 heiratete er Loray White und ließ sich bereits im folgenden Jahr wieder scheiden. 1960 heiratete er die schwedische Schauspielerin May Britt, womit er den Zorn des Ku-Klux-Klan auf sich zog und Probleme in der rassistischen US-Öffentlichkeit bekam, da Mischehen in 31 US-Staaten verboten waren. Das Paar hat eine Tochter, Tracey (1961–2020), und zwei Adoptivsöhne. Nach einer Affäre mit der Sängerin Lola Falana ließ sich das Paar 1968 scheiden.
Von 1970 bis zu seinem Tod war Davis mit der Schauspielerin und Tänzerin Altovise Davis (1943–2009) verheiratet. Das Paar adoptierte ebenfalls ein Kind.

### Politische Überzeugungen
Davis war Demokrat und unterstützte 1960 John F. Kennedys und 1968 Robert F. Kennedys Wahlkampf. Dennoch wurde er ein enger Freund des republikanischen Präsidenten Richard Nixon und unterstützte diesen öffentlich 1972 bei dessen Wahlkampf. Später bedauerte Davis die Unterstützung Nixons, da dieser Zusagen an die Bürgerrechtsbewegung gemacht, später aber nicht eingehalten habe.
Davis war ein langjähriger Unterstützer von Jesse Jackson und trat auch auf dessen Hochzeit auf.

## Diskografie

### Alben
| Jahr | Titel                                                     | Höchstplatzierung, Gesamtwochen, AuszeichnungChartplatzierungen (Jahr, Titel, Platzierungen, Wochen, Auszeichnungen, Anmerkungen) | Höchstplatzierung, Gesamtwochen, AuszeichnungChartplatzierungen (Jahr, Titel, Platzierungen, Wochen, Auszeichnungen, Anmerkungen) | Höchstplatzierung, Gesamtwochen, AuszeichnungChartplatzierungen (Jahr, Titel, Platzierungen, Wochen, Auszeichnungen, Anmerkungen) | Anmerkungen                                                   |
| Jahr | Titel                                                     | AT | UK | US | Anmerkungen                                                   |
| ---- | --------------------------------------------------------- | --- | --- | --- | ------------------------------------------------------------- |
| 1955 | Starring Sammy Davis Jr.                                  | — | — | US1 (31 Wo.)US |                                                               |
| 1955 | Just for Lovers                                           | — | — | US5 (11 Wo.)US |                                                               |
| 1962 | What Kind Of A Fool, Am I & Other Show Stoppers           | — | — | US14 (22 Wo.)US |                                                               |
| 1963 | At the Cocoanut Grove                                     | — | UK19 (1 Wo.)UK | US96 (6 Wo.)US | Livealbum aus dem berühmten Nachtclub in Los Angeles          |
| 1963 | As Long As She Needs Me                                   | — | — | US73 (14 Wo.)US |                                                               |
| 1964 | Sammy Davis Jr. Salutes The Stars Of The London Palladium | — | — | US139 (3 Wo.)US |                                                               |
| 1964 | The Shelter of Your Arms                                  | — | — | US26 (18 Wo.)US |                                                               |
| 1965 | Sammy’s Back On Broadway                                  | — | — | US104 (4 Wo.)US |                                                               |
| 1969 | I’ve Gotta Be Me                                          | — | — | US24 (25 Wo.)US |                                                               |
| 1972 | Sammy Davis Jr. Now                                       | — | — | US11 (26 Wo.)US | Das bestverkaufte Album von Sammy Davis                       |
| 1972 | Portrait of Sammy Davis, Jr.                              | — | — | US128 (15 Wo.)US |                                                               |
| 2001 | Eee-O 11 – The Best Of The Rat Pack                       | AT19 (8 Wo.)AT | — | US103 (3 Wo.)US | mit Dean Martin & Frank Sinatra                               |
| 2001 | The Rat Pack Live At The Sands                            | — | — | US110 (3 Wo.)US | mit Dean Martin & Frank Sinatra                               |
| 2002 | Christmas With The Rat Pack                               | AT64 (4 Wo.)AT | — | US104 (15 Wo.)US | mit Dean Martin & Frank Sinatra Charteinstieg in AT erst 2013 |
| 2003 | Live And Swingin’: The Ultimate Rat Pack Collection       | — | — | US38 (8 Wo.)US | mit Dean Martin & Frank Sinatra                               |
| 2004 | The Rat Pack: Boys Night Out                              | — | — | US49 (7 Wo.)US | mit Dean Martin & Frank Sinatra                               |
| 2005 | The Ultimate Collection                                   | — | UK75 (2 Wo.)UK | — |                                                               |
| 2016 | I’ve Gotta Be Me – The Very Best of                       | — | UK88 (1 Wo.)UK | — |                                                               |

grau schraffiert: keine Chartdaten aus diesem Jahr verfügbar
Weitere Alben
- 1957: Sammy Swings
- 1962: The Sammy Davis Jr. All-Star Spectacular (mit „Falling in Love Again“ und „Without a Song“)
- 1965: The Nat King Cole Songbook (eine Hommage an Nat King Cole)
- 1965: Our Shining Hour (Davis mit dem Count Basie Orchestra und den Arrangements von Quincy Jones)
- 1966: The Sounds of ’66 (Liveaufnahme einer Show aus Las Vegas)
- 1966: Sammy Davis Jr. Sings and Laurindo Almeida Plays (Studioaufnahme mit dem brasilianischen Gitarristen Laurindo Almeida)

### Singles
| Jahr | Titel Album                                                           | Höchstplatzierung, Gesamtwochen, AuszeichnungChartplatzierungen (Jahr, Titel, Album, Platzierungen, Wochen, Auszeichnungen, Anmerkungen) | Höchstplatzierung, Gesamtwochen, AuszeichnungChartplatzierungen (Jahr, Titel, Album, Platzierungen, Wochen, Auszeichnungen, Anmerkungen) | Anmerkungen                    |
| Jahr | Titel Album                                                           | UK | US | Anmerkungen                    |
| ---- | --------------------------------------------------------------------- | --- | --- | ------------------------------ |
| 1955 | Something’s Gotta Give Starring Sammy Davis Jr.                       | UK11 (7 Wo.)UK | — |                                |
| 1955 | Love Me Or Leave Me –                                                 | UK8 (8 Wo.)UK | US9 (12 Wo.)US |                                |
| 1955 | That Old Black Magic –                                                | UK16 (1 Wo.)UK | US16 (7 Wo.)US |                                |
| 1955 | Hey There –                                                           | UK19 (1 Wo.)UK | US16 (10 Wo.)US |                                |
| 1956 | I’ll Know –                                                           | — | US87 (3 Wo.)US |                                |
| 1956 | In a Persian Market –                                                 | UK28 (1 Wo.)UK | — |                                |
| 1956 | Five –                                                                | — | US71 (3 Wo.)US |                                |
| 1956 | Earthbound –                                                          | — | US46 (13 Wo.)US |                                |
| 1956 | New York’s My Home –                                                  | — | US59 (4 Wo.)US |                                |
| 1956 | All of You –                                                          | UK28 (1 Wo.)UK | — |                                |
| 1960 | Happy To Make Your Acquaintance Boy Meets Girl                        | UK46 (1 Wo.)UK | — | mit Carmen McRae               |
| 1962 | What Kind Of Fool Am I / Gonna Build A Mountain At The Cocoanut Grove | UK26 (8 Wo.)UK | US17 (15 Wo.)US |                                |
| 1962 | Me and My Shadow At The Cocoanut Grove                                | UK20 (9 Wo.)UK | US64 (6 Wo.)US |                                |
| 1962 | Sam’s Song –                                                          | — | US94 (3 Wo.)US | mit Dean Martin                |
| 1963 | As Long As She Needs Me Recorded Live                                 | — | US59 (9 Wo.)US |                                |
| 1963 | The Shelter of Your Arms                                              | — | US17 (17 Wo.)US |                                |
| 1967 | Don’t Blame The Children –                                            | — | US37 (9 Wo.)US |                                |
| 1968 | Lonely Is The Name                                                    | — | US93 (3 Wo.)US |                                |
| 1968 | I’ve Gotta Be Me                                                      | — | US11 (16 Wo.)US |                                |
| 1972 | The Candy Man It’s A Musical World                                    | — | US1 Gold · (21 Wo.)US | mit The Mike Curb Congregation |
| 1972 | The People Tree It’s A Musical World                                  | — | US92 (5 Wo.)US | mit The Mike Curb Congregation |

## Filmografie (Auswahl)
- 1933: Rufus Jones for President, Regie: Roy Mack
- 1958: Anna Lucasta, Regie: Arnold Laven
- 1959: Porgy und Bess (Porgy and Bess), Regie: Otto Preminger
- 1960: Frankie und seine Spießgesellen (Ocean’s Eleven), Regie: Lewis Milestone
- 1962: Die siegreichen Drei (Sergeants 3), Regie: John Sturges
- 1962: Convicts 4, Regie: Millard Kaufman
- 1963: Die Dreigroschenoper, Regie: Wolfgang Staudte
- 1963: Bomb Disposal, Gastauftritt, Regie: Robert Wynne-Simmons
- 1964: Sieben gegen Chicago (Robin and the 7 Hoods)
- 1966: A Man called Adam, Regie: Leo Penn
- 1967: Bezaubernde Jeannie (I Dream of Jeannie, Fernsehserie, Episode 2x23: Ein Zwilling kommt selten allein, Gastauftritt), Regie: Sidney Sheldon – Fernsehserie
- 1968: Salz und Pfeffer (Salt and Pepper), Regie: Richard Donner
- 1969: Sweet Charity, Regie: Bob Fosse
- 1970: Die Pechvögel (One More Time), Regie: Jerry Lewis
- 1971: Die Verfolger (The Trackers), Regie: Earl Bellamy
- 1973: Poor Devil, Fernsehfilm
- 1976: Gone with the West, Regie: Bernard Girard
- 1978: Sammy stops the World, Regie: Mel Shapiro
- 1981: Auf dem Highway ist die Hölle los (The Cannonball Run), Regie: Hal Needham
- 1983: Immer auf die Kleinen (Smorgasbord)
- 1984: Auf dem Highway ist wieder die Hölle los (Cannonball Run II), Regie: Hal Needham
- 1985: Alice im Wunderland (Alice in Wonderland, Fernsehfilm)
- 1988: Mond über Parador (Moon Over Parador), Gastauftritt, Regie: Paul Mazursky
- 1989: Die Bill Cosby Show (The Cosby Show, Fernsehserie, Folge 107: Wie schreibt man „Tom“?)
- 1989: Tap Dance (Tap), Regie: Nick Castle
- 1990: Der Brief an den Weihnachtsmann (The Kid Who Loved Christmas), Regie: Arthur Allan Seidelman

## Broadwayshows
- 1956: Mr. Wonderful, Musical von Jerry Bock und Joseph Stein, 383 Vorstellungen bis Ende 1957 (Davis in der Rolle des Charlie Welch, produziert von Jule Styne)
- 1964: Golden Boy, Musical von Charles Strouse und Clifford Odets, 568 Vorstellungen bis Frühjahr 1966 (Davis in der Rolle des Joe Wellington)
- 1974: Sammy, Personality-Broadwayshow, 14 Vorstellungen
- 1978: Stop the World, Musical von Leslie Bricusse, 30 Vorstellungen (Davis in der Rolle des Littlechap)

## Auszeichnungen und Nominierungen für Auszeichnungen
Emmy Award
- 1956: nominiert in der Kategorie „Best Specialty Act“ (für mehrere Gastauftritte)
- 1989: nominiert in der Kategorie „Herausragender Gastdarsteller in einer Comedyserie“ für Die Bill-Cosby-Show, Folge No Way, Baby!

Golden Globe Award
- 1977: nominiert in der Kategorie „Bester Serien-Hauptdarsteller – Komödie oder Musical“ in Sammy & Company

Goldene Himbeere
- 1985: nominiert in der Kategorie „Schlechtester Nebendarsteller“ in Auf dem Highway ist wieder die Hölle los

Grammy Award
- 1962: nominiert für die „Single des Jahres“ für What Kind of Fool Am I?
- 1962: nominiert in der Kategorie „Beste männliche Gesangsdarbietung“ für What Kind of Fool Am I?
- 1972: nominiert in der Kategorie „Beste männliche Gesangsdarbietung – Pop“ für Candy Man
- 2001: ausgezeichnet mit dem Grammy Lifetime Achievement Award (posthum)
- 2002: aufgenommen in die Grammy Hall of Fame für What Kind of Fool Am I? (posthum)

Tony Award
- 1965: nominiert in der Kategorie „Bester Hauptdarsteller in einem Musical“ für Golden Boy

## Film
- Die vielen Leben des Sammy Davis Jr. Dokumentarfilm. Regie: Sam Pollard, ZDF, Deutschland, USA 2017.